# پاول بارث (جامعه‌شناس)
ارنست امیل پاول بارث (زادهٔ ۱ اوت ۱۸۵۸ در باروته در نزدیکی اوئلز، سیلزی، درگذشته در ۳۰ سپتامبر ۱۹۲۲ در لایپزیگ)، معروف به پل بارت، جامعه‌شناس و فیلسوف آلمانی بود.

## زندگی‌نامه
وی مجله (فصلنامه فلسفه پژوهشی) را ویرایش می‌کرد و استاد فوق‌العاده‌‌ای در دانشگاه لایپزیگ بود. او درباره‌ی موضوعات فلسفی می‌نوشت، اما بیش از همه به دلیل فلسفه تاریخ به مثابه جامعه‌شناسی، که جلد اول آن در سال ۱۸۹۷ منتشر شد، شناخته شده‌است. این کتاب یکی از معتبرترین طرح‌های تاریخی توسعه نظریه جامعه‌شناسی است که در آلمان منتشر شده‌است.
از دیگر نوشته‌های بارت می‌توان به موارد زیر اشاره کرد:
- فلسفه تاریخ هگل و هگلیان تا مارکس و هارتمان؛ ۱۸۹۰ تیبریوس گراکوس (ویرایش دوم، ۱۸۹۳)
- تیبریوس گراکوس (ویرایش دوم، ۱۸۹۳)
- انگیزه‌هایی برای رفتار اخلاقی، ۱۸۸۹